# Seznam hrvaških matematikov
Seznam hrvaških matematikov

## B
- Damir Bakić (1957 –)
- Juraj Bauer (1848 – 1900)
- Božo Bekavac ?
- Vatroslav Bertić (1818 – 1901)
- Stanko Bilinski (1909 – 1998)
- Danilo Blanuša (1903 – 1987)
- Ruđer Josip Bošković (1711 – 1787)
- Juraj Božičević (1877 – 1947)

## C
- Rudolf Cesarec (1889 – 1972)

## D
- Žarko Dadić (tudi zgodovinar znanosti)
- Herman Dalmatinski (glej Herman Koroški)
- Franjo Devidé (1859 – 1932)
- Vladimir Devidé (1925 – 2010)
- Franjo Divić (1854 - 1893)
- Blaženka Divjak (1967 –)
- Andrej Dujella (1966 –)

## F
- Vilim/Vilibald Srećko Feller (William Feller) (1906 – 1970) (hrv.-amer.)

## G
- Marin Getaldić (1566 – 1626)
- Stjepan Gradić (1613 – 1683)
- Federik Grisogono (1472 – 1538)

## H
- Franjo Ksaverski Haller (1716 – 1755)
- Zenon Hanžek (1909 – 1990)
- Krešimir Horvatić (1930 – 2008)
- Franjo Hrabak (1910 – 1975)
- Antun Hruš (1903 – 1995)

## I
- Ivan Ivanšić (1931 – 2020)

## J
- Zvonimir Janko (1932 – 2022)
- Zlatko Janković (1916 – 1987)
- Cvjetan Jardas (1939 –)
- Anamarija Jazbec

## K
- Vladimir Kirin (1928 – 2000)
- Marije Kiseljak (1883 – 1947)
- Milan Krajnović (1918 – 2002)
- Oton Kučera (1857 – 1931)
- Branko Kučinić (1936 – 2008)
- Miroslav Kugler (1915 – 1988)
- Đuro Kurepa (1907 – 1993)
- Svetozar Kurepa (1929 – 2010)
- Zdravko Kurnik (1937 – 2010)

## L
- Nedžad Limić (1936 –)
- Ivan Lončar (1935 – 2019)

## M
- Juraj (Gjuro) Majcen (1875 – 1924)
- Zdenka Makanec (1894 – 1971)
- Sibe Mardešić (1927 – 2016)
- Željko Marković (1889 – 1974)
- Ivan Mažuranić
- Stjepan Mohorovičić (1890 – 1980)

## N
- Vilko Nice (Vilim Niče) (1902 – 1987)

## P
- Pavle Papić (Antofagasta, Čile, 1919 – 2005)
- Ivo Pavlić (1932 –)
- Branko Pavlović  (1906 – 1980) (šahist)
- Josip Pečarić (1948 –)

## Š
- Mihalj Šilobod-Bolšić (1724 – 1787)
- Stjepan Škarica (1885 – ?)

## T
- Marko Tadić (1953 –)

## V
- Vladimir Varićak (1865 – 1942)
- Radovan Vernić  (1914 – 1958)
- Zoran Vondraček (1959 -)
- Vladimir Vranić (1896 – 1976)

## W
- Josip Wolfstein (1776 – 1859)

## Z
- Karel (Karlo) Zahradnik (Čeh)